# شهرستان حریب القرامش
ناحیهٔ حریب القرامش (به عربی: مدیریة حریب القرامش) یک ناحیه در یمن است که در استان مأرب واقع شده‌است.
ناحیهٔ حریب القرامش ۸٬۵۷۳ نفر جمعیت دارد.